# The More I See You
The More I See You ist ein Jazzalbum von Bootsie Barnes & Larry McKenna. Die am  7. Mai 2018 in den  Morningstar Studios in East Norriton (Pennsvylania) entstandenen Aufnahmen erschienen 2018 auf dem Label Cellar Live. Es war die letzte Aufnahmesession Barnes’, der im April 2020 starb. Das Titelstück „The More I See You“ ist ein Popsong von Harry Warren (Musik) und Mack Gordon (Text), der ursprünglich von Dick Haymes im Film Diamond Horseshoe (1945) gesungen wurde.

## Hintergrund
Barnes und McKenna zeigten nach Ansicht von Jack Bowers, dass sie in der Tradition des Swing und Hardbop stehen. Die beiden Tenorsaxophonisten werden von dem Organisten Lucas Brown und einem langjährigen Freund und Nachbarn aus Philadelphia, dem Schlagzeuger Byron Landham, unterstützt. Neben dem gemeinsamen Spiel in sieben der insgesamt neun Nummern des Albums hat jeder der Co-Leader sein eigenes Balladen-Showcase; McKenna mit dem Popsong „You’ve Changed“ von 1942 und Barnes mit Kurt Weills Musicalsong „My Ship“  von 1941. Barnes steuerte seine Komposition „Three Miles Out“ bei, McKenna das groovende Finale, „Don’t Redux the Reflux“. Zu den weiteren Titeln gehören Jimmy Heaths „For Minors Only“, Hank Mobleys „The Breakthrough“, Peter Neros „Sunday in New York“ und Henry Mancinis bekannte Erkennungsmelodie aus der Fernsehserie Mr. Lucky (1959/60) von Blake Edwards. Im Wesentlichen haben Bootsie Barnes und LarryMckenna das traditionelle Tenorsaxophon-, Gitarren-, Orgel- und Schlagzeugformat übernommen und die Gitarre durch ein zweites Tenorsaxophon ersetzt, um die Klangfülle dieser Konfiguration zu verändern.

## Titelliste
- Bootsie Barnes & Larry McKenna: The More I See You (Cellar Live CL050718)[3]

1. The More I See You (Harry Warren, Mack Gordon) 8:19
2. For Minor's Only (Jimmy Heath) 8:29
3. Three Miles Out (Bootsie Barnes) 5:31
4. Mr. Lucky (Jay Livingston, Henry Mancini) 7:33
5. You Changed (Bill Carey, Carl Fisher) 5:28
6. Sunday in New York (Peter Nero, Carroll Oates) 8:44
7. The Break Through (Hank Mobley) 7:28
8. My Ship (Kurt Weill) 6:06
9. Don't Redux the Reflux  (Larry McKenna) 5:05

## Rezeption
Jack Bowers vergab an das Album in All About Jazz vier (von fünf) Sterne und schrieb, es sei ein echtes Vergnügen, die warmen und verlockenden Klänge und die beeindruckende Teamarbeit der Tenorsaxophonlegenden Bootsie Barnes und Larry McKenna aus Philadelphia zu erleben. Barnes und McKenna verfügten gemeinsam über mehr als ein Jahrhundert musikalischer Erfahrung; diese verlören sie nicht einmal für einen Moment aus den Augen bei The More I See You, meinte Bowers, „einer großartigen Studio-Session, die den Geist belebt und das Herz von Anfang bis Ende erfreut.“
Pierre Giroux, der Kritiker von Audiophile Audition schrieb, in dieser Veröffentlichung bringen Barnes und McKenna ein Leben lang Erfahrung und Engagement in ihr Spiel ein, was dem Hörer eine musikalische Erfahrung bietet, die voller Überschwang und Selbstvertrauen ist.
Nach Ansicht von Steven A. Cerran (Jazz Profiles) sei eine weitere Qualität, die sich während dieser Aufnahme zeige, das Gleichgewicht: Niemand beanspruche Soli für zu viele Refrains; alle Spieler hätten dennoch die Möglichkeit, solo zu spielen. Die Songauswahl schaffe eine gute Balance zwischen bekannten populären Songs, Jazzstandards und Originalkompositionen. Die Darbietungen würden konsequent im geradlinigen Jazzstil gespielt. Das Endergebnis sei ein zufriedenstellendes Hörerlebnis von Anfang bis Ende, das über 60 Minuten brillant konzipierten und ausgeführten Jazz des Quartetts umfasse.